# Mefenorex
Mefenorexul este un medicament cu efect anorexigen și a fost utilizat în tratamentul obezității. Este un derivat de amfetamină și a fost dezvoltat în anii 1970. Este un promedicament și prin metabolizare formează amfetamină, și a fost retras din uz din multe țări, deși prezintă efecte stimulante slabe și potențial de abuz relativ scăzut.